# Denny Vrandečić
Denny Vrandečić, né le 27 février 1978 à Stuttgart, est un informaticien croate.

## Biographie
Denny Vrandečić a fréquenté le Geschwister-Scholl Gymnasium de Stuttgart et à partir de 1997 il a étudié l'informatique et la philosophie à l'université de Stuttgart. Il a obtenu son doctorat en 2010 à l'Institut de technologie de Karlsruhe (KIT).
En 2010, il était à l'université de Californie du Sud. Il a rejoint Google en 2013 pour travailler sur le Knowledge Graph, la base de connaissance utilisée par Google pour compiler les résultats de son moteur de recherche avec des informations sémantiques issues par ailleurs de sources diverses.
En 2012, il a été chef de projet pour Wikidata chez Wikimedia Deutschland. Avec Markus Krötzsch, il est co-développeur du Semantic MediaWiki (SMW), qui a également été l'inspiration pour Wikidata.
En juillet 2020, il a quitté Google et est passé à la Wikimedia Foundation, où il travaille depuis à la construction de l'Abstract Wikipedia, un nouveau projet frère de Wikipédia. Son objectif est de créer une plate-forme de connaissances multilingue et exploitée par des machines, en utilisant des données structurées provenant de Wikidata.

## Publications
- Denny Vrandečić, Markus Krötzsch, Wikidata: A Free Collaborative Knowledgebase. dans: Communications of the ACM, octobre 2014, vol. 57 n°10, pages 78-85
- Avec M. Völkel, M. Krötzsch, H. Haller, R. Studer: Semantic wikipedia. dans: Proceedings of the 15th international conference on World Wide Web, 2006, p. 585–594
- Avec Markus Krötzsch, M. Völker, H. Haller, R. Studer: Semantic wikipedia. dans: Journal of Web Semantics, Band 5, 2007, p. 251–261
- Avec A. Ankolekar, T. Tran, M. Krötzsch: The Two Cultures: Mashing up Web 2.0 and the Semantic Web. dans: Proceedings of the 16th International Conference on World Wide Web, 2007, p. 825–834
- Avec Markus Krötzsch: Semantic mediawiki. dans: Foundations for the Web of Information and Services. Springer, 2011, p. 311–326
- The Rise of Wikidata. dans: IEEE Intelligent Systems, Band 28, 2013, p. 90–95
- Capturing meaning: Toward an abstract Wikipedia. ISWC 2018
- Collectif: The Semantic Web. ISWC 2018: 17th International Semantic Web Conference, Monterey 2018, Springer 2018
- Collectif: The Semantic Web. ISWC 2014: 13th International Semantic Web Conference, Riva del Garda 2014, Springer 2014
- Architecture for a multilingual wikipedia, Arxiv, 8 avril 2020